# 新潟ブルース
「新潟ブルース」（にいがたブルース）は、1967年8月10日に発売された美川憲一の7枚目のシングル。 

## 解説
- 「柳ヶ瀬ブルース」、「釧路の夜」と並ぶ、美川憲一のご当地ソングヒット曲のひとつである。

- またこの曲は、黒沢明とロス・プリモスとの競作となった。なおロスプリモス盤のもう片面も美川盤と同じ信濃川慕情である。ただしロスプリモス盤ではA面は信濃川慕情であり、新潟ブルースはB面扱いとなっているものの、どちらも代表曲として知られておりベスト版には長年両曲とも収録されている事が多い。なお、両曲とも美川版よりロスプリモスの方が音程のキーが幾分高い。

- 1981年に新録音版がシングルとして発売されており、67年版と比べるとやや軽い感じの仕上がりになっている。また同時期に瀬川瑛子もシングルとして発売している。瀬川盤のアレンジや節回しはロスプリモス版を踏襲している。

- 1991年に録音されたバージョンも存在するが、シングル発売はされていない。こちらは67年のオリジナル版のアレンジを踏襲しているが、エレキギターが使われる等の現代的な演奏となっている。全曲集などのベストアルバムにはこちらが収録されている事も少なくない。

- 2017年には新潟ブルース発売から50年を迎える。

- 新潟駅、萬代橋、古町通など新潟の情景が歌詞に組み込まれている。

- 作詞の山岸一二三と作曲の山岸英樹は地元・新潟出身の兄弟。

- 補作詞の水沢圭吾は中山大三郎の別名である。

- 新潟県新潟市中央区下大川前通の萬代橋傍に『新潟ブルース』の歌碑がある。

- シングルとしての発売はないが、森雄二とサザンクロス、里見浩太朗、鳥羽一郎、瀬川瑛子、八代亜紀、北川大介、野村未奈、はやぶさらがベスト盤やカバーアルバムの収録曲の一曲としてカバーしている。なおサザンクロス版の演奏はロスプリモス版と同じものを使用している。

## 収録曲

### オリジナル盤
1. 新潟ブルース (3分55秒)
作詞：山岸一二三／補作詞：水沢圭吾／作曲：山岸英樹／補作曲：中川博之／編曲：小杉仁三
2. 信濃川慕情 (3分37秒)
作詞：山岸一二三／補作詞：水沢圭吾／作曲：山岸英樹／編曲：小杉仁三

### 1981年盤
1. 新潟ブルース（新録音）
作詞：山岸一二三／補作詞：水沢圭吾／作曲：山岸英樹／補作曲：中川博之／編曲：小谷充
2. 行きどまり
作詞・作曲：加藤笑貫／編曲：小谷充

## カバー
- 1981年、瀬川瑛子（カバーシングル）
- 1987年、八代亜紀（「演歌ベスト16」収録）
- 1996年、里見浩太朗（アルバム「男の哀愁を唄う」収録）
- 1999年、北川大介（カバーアルバム「北川大介《ご当地ソングを唄う》」収録）
- 2005年、古都清乃（「古都清乃ベストヒット」収録）
- 2006年、ロス・プリモス（「ロス・プリモス　40周年記念・ベストヒット」収録）
- 2012年、鳥羽一郎（「鳥羽一郎　昭和歌謡名曲集〜新潟ブルース・酒よ〜」収録）
- 2016年、野村未奈（アルバム『日本列島 歌巡り ～北信越編～』収録）
- 2017年、はやぶさ（カバーアルバム『はやぶさファースト』収録）
- 2017年、純烈（カバーアルバム『恋してときめいて〜純烈が綴るムード歌謡の世界〜』収録）
- 2019年、中澤卓也（カバーアルバム『繋ぐ Vol.2 ～カバー・ソングス NO BORDER～』収録）